# Makara

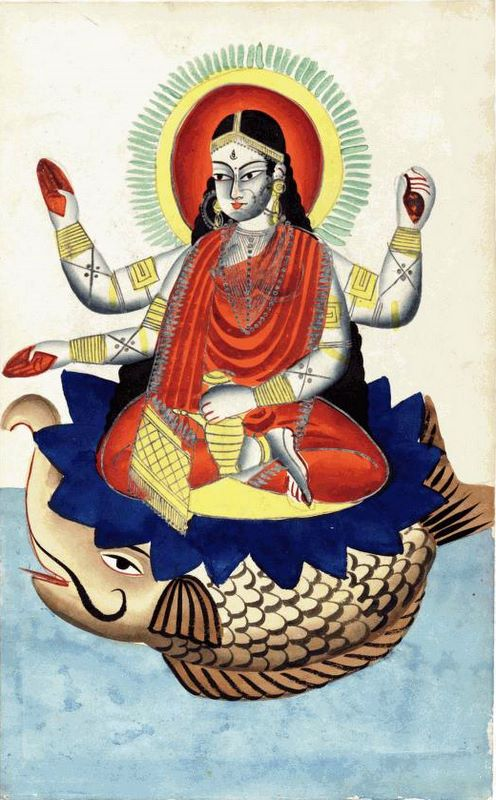
Makara representado como vahana (veículo) da deusa Ganga

Makara (em sânscrito: मकर) é uma criatura marítima mitológica hindu, que é geralmente representada como um animal semi-terrestre na parte frontal (veado, crocodilo ou elefante) e aquático na parte traseira (usualmente uma barbatana de peixe ou de foca, embora por vezes tenha uma cauda de pavão ou até um arranjo floral). A sua forma varia bastante conforme as regiões da Ásia. Na astrologia hindu, Makara é equivalente ao signo do Zodíaco de Capricórnio.
As makaras aparecem como o vahana (veículo) da deusa fluvial Ganga (Ganges), do deus do rio Narmada e do deus do mar Varuna. As makaras são consideradas guardiãs dos portões e umbrais, que protegem salas de trono e entradas de templos. São a figura mais recorrente na iconografia de  templos hindus e budistas e são também frequentemente usados como gárgulas ou bicas em fontes. Os ornamentos de makaras são um presente popular de casamento dado às noivas; os brincos em forma de makara chamados makarakundalas são por vezes usados por deuses hindus, como por exemplo Xiva, o destruidor, ou o deus preservador Vixnu, o deus do sol Surya e a deusa-mãe Chandi. Makara é também a insígnia do deus do amor Kamadeva, o qual não tem templos a ele dedicado e é também conhecido como Makaradhvaja ("aquele cuja bandeira tem uma makara").

## Etimologia

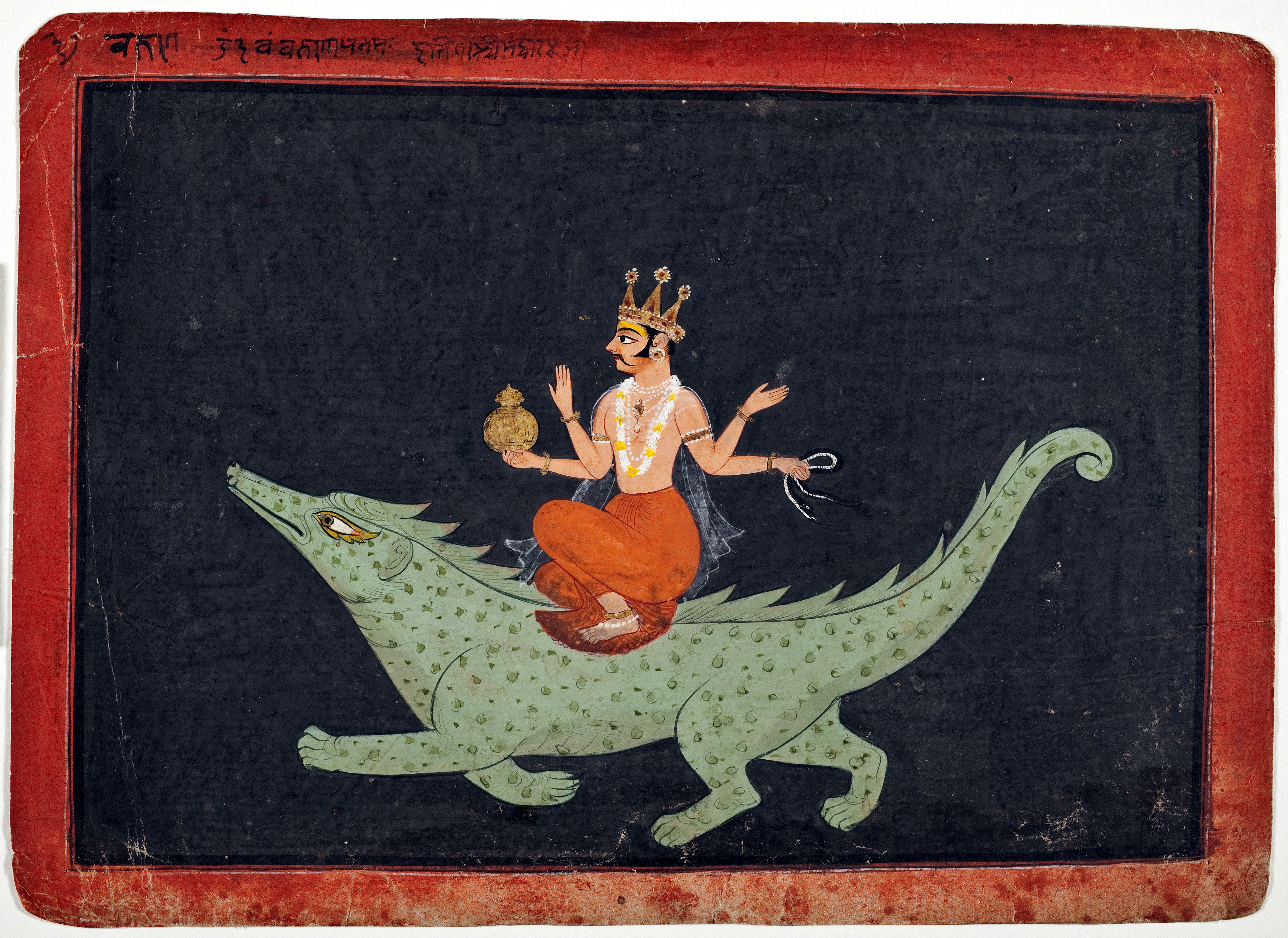
Uma makara em forma de crocodilo montada por pelo deus hindu Varuna

Makara é uma palavra sânscrita que significa "dragão marinho" ou "monstro aquático" e que está na origem do termo hindi para crocodilo (मगर; magar), que por sua vez deu origem ao nome em inglês do crocodilo mais comum na Índia, o (mugger crocodile; crocodilo-persa em português).
Josef Friedrich Kohl, da Universidade de Würzburgo, e vários outros cientistas alemães sugerem que a makara é inspirada no dugongo, baseando-se no texto jainista Sūryaprajñapti. O golfinho-do-ganges pode também ter contribuído para a imagem da makara. Em tibetano, é chamada chu-srin, o que também indica uma criatura híbrida.

## Makaras nosVedas

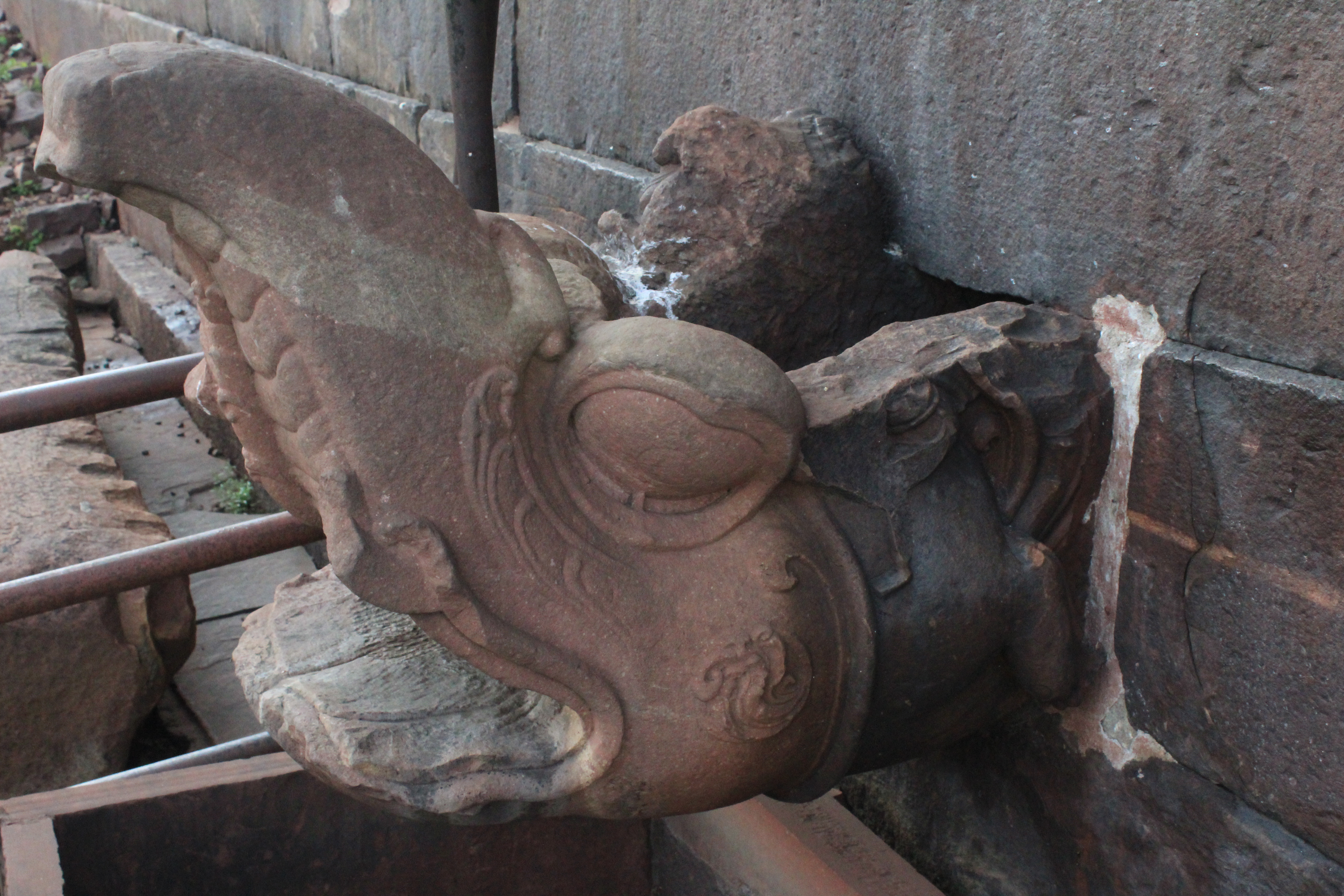
Bica em forma de makara no templo de Bhojeshwar, Madia Pradexe, Índia

Nos Vedas é narrado que quando Indra era o deus do céu, Varuna (o deus da água) tornou-se o deus dos mares e cavalgava uma makara, que se chamava "veículo monstro aquático".
Nas suas representações mais típicas, as makaras são seres metade mamífero e metade peixe. Em muitos templos, têm a forma de metade peixe ou foca com cabeça de elefante. Também são representados com forma antropomórfica abstrata, com cabeça e mandíbulas de crocodilo, uma tromba de elefante com escamas de peixe e uma cauda de pavão. Na representação de Lacximi em cima de uma flor de lótus, a deusa puxa a língua duma makara com forma de elefante, projetando a imagem de Lacximi como deusa da prosperidade, riqueza e bem estar, além de representar o necessário estado de caos antes dum novo estado de ordem emergir.

## Iconografia e arquitetura
O arquiteto de templos Ganapati Sthapati descreveu as makaras como um animal mítico com corpo de peixe, tromba de elefante, patas de leão, olhos de macaco, orelhas de porco e cauda de pavão. Outra descrição é que a makara é um antigo símbolo mitológico, uma criatura híbrida formada a partir de vários animais que coletivamente tem a natureza dum crocodilo. A sua mandíbula inferior é de crocodilo, o focinho ou tromba é de elefante, tem presas e orelhas de javali, olhos dardejantes de macaco, escamas e corpo flexível de peixe e penas encaracoladas de pavão. Nas representações mais antigas, em que tem corpo de humano, a cabeça é de crocodilo, ou, mais especificamente, de gavial, devido aos seu focinho longo.

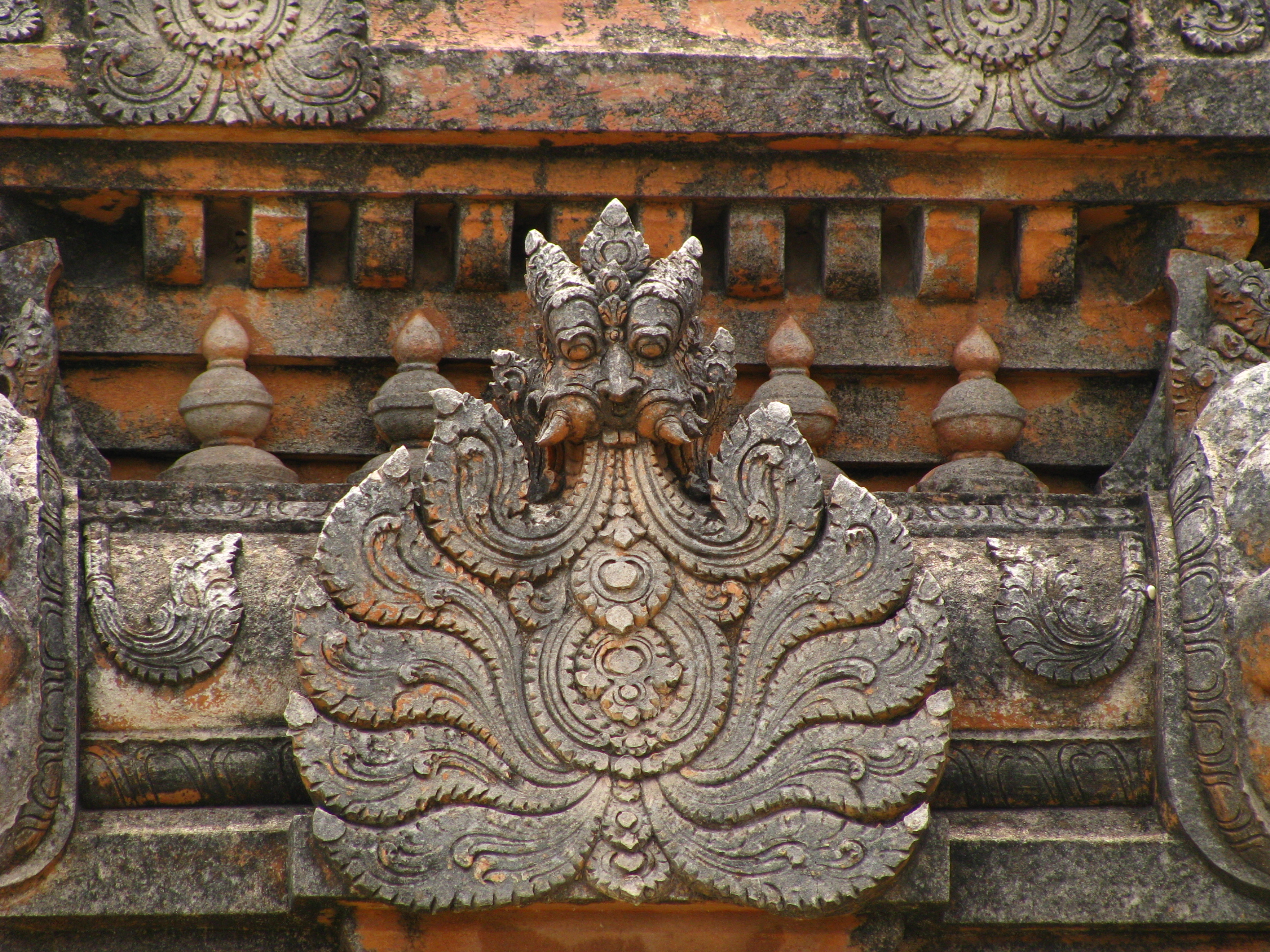
Makara no templo de Bala Krishna de Hampi

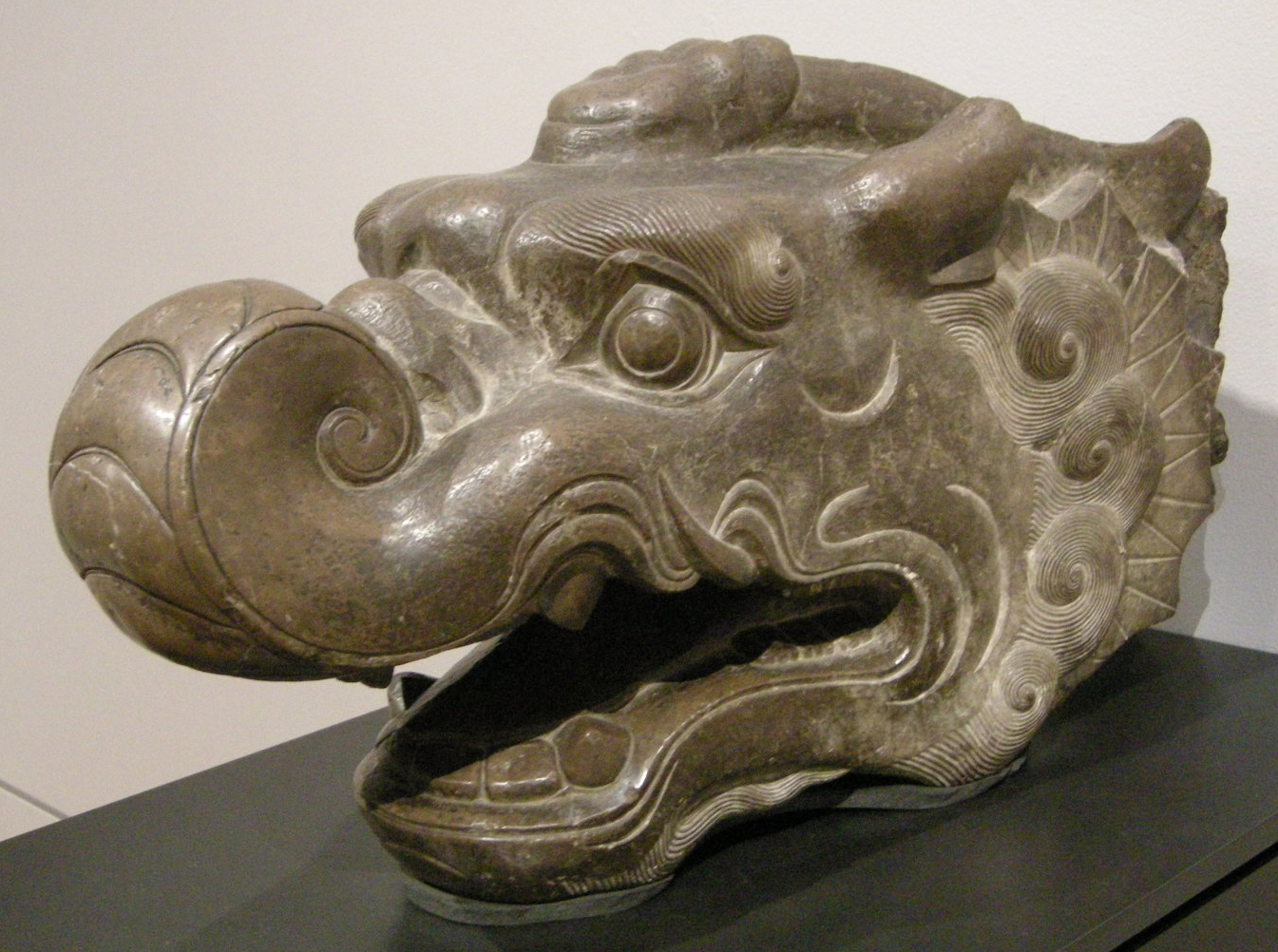
Cabeça de makara da Dinastia Qi do Norte, China, século VI

Em alguns templos hindus, há makaras que formam um arco acima da entrada. Em algumas escadarias há filas de makaras que formam um corrimão. No Sul da Índia, durante a Idade Média, as makaras eram representadas como o quinto estágio de desenvolvimento, com cabeça e corpo de elefante e uma cauda de peixe elaboradamente lobulada. Muitos mitos mantêm este simbolismo daquele estágio da evolução da vida.
Em templos hindus, as makaras são frequentemente usadas como uma espécie de aparador dum torana ou arco em redor duma divindade. O arco emerge das mandíbulas duma makara e sobre até ao cimo, a kirtimukha ("face da glória"), e desce até às mandíbulas escancaradas doutra makara. Como monstro marinho, é também representado com cabeça e patas de antílope e corpo e cauda de peixe. Há também uma makara feita em ferro cujo corpo é metade veado e metade peixe.
Todos estes elementos são reunidos de várias formas para comporem um dos temas mais recorrentes da iconografia de templos hindus. Na arte indiana, a makara assume formas variadas e de diversos estilos. Figuras de makaras são colocadas em pontos de entrada (toranas) de diversos monumentos budistas, como é o caso da  Grande estupa de Sanchi. As makaras são também usadas como guardiãs das entradas de salas de trono.
As makaras do budismo tibetano evoluíram a partir das formas das makaras indianas, mas diferem em alguns aspetos, como tendo patas dianteiras de leão, crinas de cavalo, brânquias de peixe e cornos de veado ou de dragão. A cauda evoluiu dum forma que outrora era uma simples cauda de peixes, or vezes com penas, para um padrão espiralado complexo, conhecido como padrão de cauda de makara (em sânscrito: nome).
No vajrayana tibetano, as makaras aparecem como armas de força e tenacidade. As armas vajrayanas que têm simbolismo makara são o machado, gancho de ferro, faca curvada, vajra e o dragão ritual. Em todas elas, a lâmina sai da boca aberta duma makara.
As cabeças de makara nos cantos dos telhados de templos são um elemento aquático simbólico que também funcionam como bicas de água da chuva ou gárgulas. Também é comum encontrar makaras nas bicas de fontes. Um arranjo arquitetónico comum na arquitetura hindu e budista é o kirtimukha, onde um par de makaras iguais são flanqueadas por duas nagas (deuses-cobra), que são encimados por um Garuda. Os kirtimukha encontram-se em portões ou entradas de madeira, onde constituem a parte superior, e em toranas atrás de imagens de Buda. Na arquitetura neuari do Nepal, esta representação é usada extensivamente.

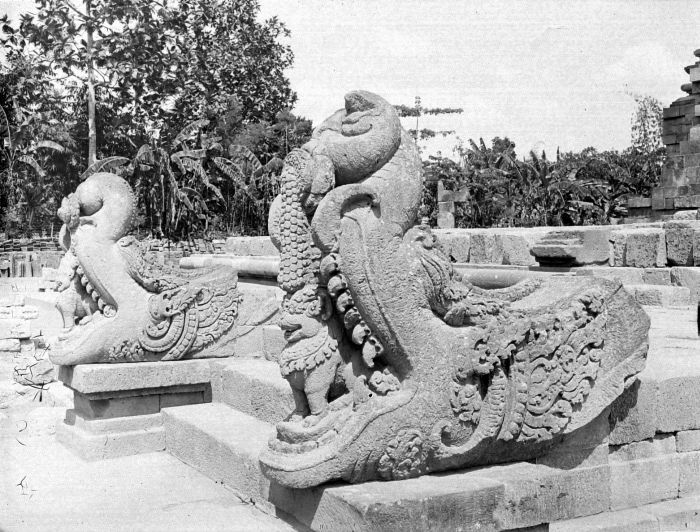
Makaras no templo budista de, século VIII, Java

Nos templos javaneses antigos, é muito comum o uso do conjunto kala-makara como elementos decorativos e simbólicos. No cimo das entradas e portões há uma cabeça gigante de Kala, símbolo do tempo, flanqueada por makaras. Nas paredes que ladeiam escadarias também é usual haver conjuntos kala-makara, com makaras saindo da boca de kalas e formando um corrimão. Este tipo de decorações em escadarias pode ser observado, por exemplo, nos templos de budista de Borobudur e hindu de Prambanan. É frequente que as trombas das makaras tenham representações de joias e que das suas bocas sejam projetadas figuras de ganás anões ou animais como leões ou papagaios.[carece de fontes?]
As makaras são também um motivo caraterístico da arquitetura religiosa quemer da região de Angkor (atual Camboja), capital do antigo Império Khmer. É comum o uso de makaras nos relevos decorativos dos lintéis, tímpanos e paredes. As makaras são geralmente representadas com outro animal simbólico, como um leão, uma naga ou serpente, que emerge da sua boca aberta. As makaras são o motivo central dos belos lintéis do grupo de templos Roluos: Preah Ko, Bakong e Lolei. Em Banteay Srei, há relevos de makaras vomitando outros monstros em esquinas de muitos dos edifícios.